# Small Faces (1967)
Small Faces è il terzo album del gruppo rock britannico Small Faces, pubblicato nel 1967.
Tutte le tracce sono state scritte da Steve Marriott e Ronnie Lane tranne dove indicato diversamente.

## Tracce
Lato 1
1. (Tell me) Have You Ever Seen Me - 2:13
2. Something I Want to Tell You - 2:08
3. Feeling Lonely - 1:31
4. Happy Boys Happy - 1:35
5. Things Are Going to Get Better - 2:37
6. My Way of Giving - 1:58
7. Green Circles (Marriott/Lane/O'Sullivan) - 2:42

Bonus Track
1. All or Nothing (live) - 3:45
2. I'm Only Dreaming - 2:23

Lato 2
1. Become Like You - 1:55
2. Get Yourself Together - 2:11
3. All Our Yesterdays - 1:52
4. Talk to You - 2:05
5. Show Me the Way - 2:05
6. Up the Wooden Hills to Bedfordshire (McLagan) - 2:03
7. Eddie's Dreaming (Marriott/Lane/McLagan) - 2:39

Bonus Track
1. Yesterday, Today & Tomorrow - 2:05
2. I Feel Much Better (Marriott/Lane/McLagan) - 3:56